# Tzitas (conde)
Tzitas (em grego: Τζιτ(τ)ας; romaniz.: Tzit(t)as) foi um oficial bizantino do fim do século VI, ativo durante o reinado do imperador Heráclio (r. 610–641). Detinha a dignidade imperial de conde, mas parece ter servido como um oficial particular para Estratégio, quiçá como seu mordomo (foi citado como meizotero). Foi destinatário de um agradecimento escrito pelo oleiro Pedro em Arsínoe, no Egito, em 25 de junho de 625. É possível que fosse de origem ostrogótica e seu nome parece ser uma helenização do não atestado gótico *þiþþa.